# Heteronyx ambiguus
Heteronyx ambiguus är en skalbaggsart som beskrevs av Blackburn 1910. Heteronyx ambiguus ingår i släktet Heteronyx och familjen Melolonthidae. Inga underarter finns listade i Catalogue of Life.